# 什川镇 (通渭县)
什川镇，是中华人民共和国甘肃省定西市通渭县下辖的一个乡镇级行政单位。
2017年，甘肃省民政厅批复同意撤销什川乡，设立什川镇。

## 行政区划
什川镇下辖以下地区：
什川村、古城村、八里村、贾家坪村、大湾村、吴家湾村、新庄村、漆麻村、盘龙村、地八村、崖边村、山坡村、太山村、阳坡村、宗荣湾村和油房去村。